# 越中橋

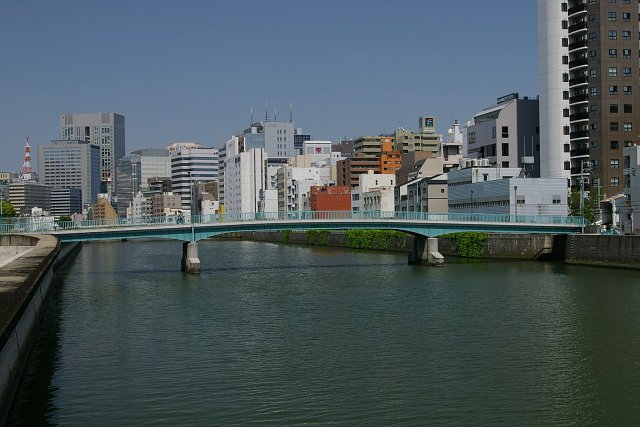
越中橋

越中橋（えっちゅうばし）は、大阪府大阪市の土佐堀川に架かる歩行者専用橋。大阪市北区中之島5丁目と西区土佐堀2丁目の間を結んでいる。
橋の北側にはロイヤルホテル（肥後藩蔵屋敷跡、阿波藩蔵屋敷跡）が、南側には三井倉庫（薩摩藩蔵屋敷跡）がある。明暦3年（1657年）の地図にすでに存在しており、 現在の橋は昭和4年（1929年）に架橋され、昭和39年（1964年）にかさ上げが行われた。

## 仕様
- カンチレバープレートガーダー橋。
- 橋長71.02、幅3.8m。

## 周辺情報
- 常安橋 （土佐堀川 ひとつ上流の橋）
- 土佐堀橋 （土佐堀川 ひとつ下流の橋）
- 中之島
- リーガロイヤルホテル

## 交通アクセス

### バス
- 大阪シティバス 107系統土佐堀2丁目停留所下車

### 鉄道
- 地下鉄千日前線・中央線 阿波座駅 徒歩10分